# Philipp Abraham Cohen
Philipp Abraham Cohen (* 25. März 1790 in Hannover; † 28. März 1856 in Frankfurt am Main) war ein jüdischer Unternehmer.
Sein Vater, der Königliche Kammeragent Abraham Herz Cohen (1746–1825; ⚭ Amalia Gans aus Celle), und sein Onkel Leffmann Herz Cohen (1751–1813) betrieben die hannoversche Privatbank L. & A. H. Cohen und verkauften für die hannoversche Regierung Erze und Hüttenerzeugnisse aus dem Harz, woraus sich eine verstärkte Hinwendung zum Metallhandel ergeben hatte. Zu seinen Vorfahren zählte der Kammeragent Leffmann Behrens, auch ein Cohen.
Philipp erlernte zusammen mit seinem Bruder Alexander Cohen im väterlichen Bankhaus den Erz- und Metallhandel, der mit Bank- und Wechselgeschäften verbunden war.
1816 heiratete er Eleonore Wertheim, die Tochter des jüdischen Bankiers Zacharias Isaak Wertheimer († 1809) aus Frankfurt.
Infolge gesetzlicher Erleichterungen siedelte er um 1821–24 mit seinem Bruder Alexander nach Frankfurt über, das seinerzeit Bankenzentrum einer metallkosumierenden und -verarbeitenden Region war.
Seine ältere Tochter Sara Amalie († 1851) heiratete 1837 Raphael/Ralph Moses (1817, London – 1883, Paris). 1842 war er mit Gattin und Tochter zur Kur in Ems. Hier trafen sie den späteren Schwiegersohn C. E. Oulmann aus Paris.
1850 ließ er seine „Handlung in Metallwaren, Wechseln, Kommission und Spedition“ ins Handelsregister eintragen. Viele ähnliche Firmen entwickelten sich zum Bankgeschäft. Bei Cohen schlief das Bankgeschäft dagegen ein und der Metallhandel trat in den Vordergrund. Sein Neffe, Philipp Ellinger († 1857; sein Sohn war Leo Ellinger) wurde Prokurist.
1855 setzte Philipp Abraham Cohen sich zur Ruhe und überließ das Geschäft seinem Schwiegersohn Moses, der 1856, ebenso wie seine englischen Verwandtschaft, seinen Familiennamen in Merton umwandelte und nach Cohens Tod das Unternehmen mit den Ellingers weiterführte.
Aus der Firma Philipp Abraham Cohen ging 1881 die Metallgesellschaft hervor.